# Cratere Gore
Gore è un cratere lunare di 9,41 km situato nella parte nord-occidentale della faccia visibile della Luna.